# كليمن بربليتش
كليمن بربليتش (بالسلوفينية: Klemen Prepelič)‏ مواليد 20 أكتوبر 1992 في ماريبور، هو لاعب كرة سلة سلوفيني. بدأ مسيرته الاحترافية في سنة 2009. يلعب مع ليموج سي إس بي في الدوري الفرنسي لكرة السلة الدرجة الأولى. يحمل الرقم 10.

## المسيرة الاحترافية
لعب مع نادي دومدجالي لكرة السلة من سنة 2010 إلى 2012، ثم لعب مع نادي أوليمبيا لكرة السلة في موسم 2012–2013، ثم لعب مع بانفيت لكرة السلة في الدوري التركي في موسم 2013–2014، ثم لعب مع نادي أوليمبيا لكرة السلة في موسم 2014–2015، ثم لعب مع إي دبليو إي باسكتس أولدنبورغ في الدوري الألماني في موسم 2015–2016، ثم لعب مع ليموج سي إس بي في الدوري الفرنسي في سنة 2016.

## إحصائيات المسيرة

### الدوري الأوروبي
| السنة   | الفريق                   | لعب | بدأ | دقيقة | ميداني% | ثلاثية | حرة  | ارتداد | صنع | استلاب | تصدي | نقطة | أداء |
| ------- | ------------------------ | --- | --- | ----- | ------- | ------ | ---- | ------ | --- | ------ | ---- | ---- | ---- |
| 2012–13 | نادي أوليمبيا لكرة السلة | 10  | 0   | 22.5  | .338    | .333   | .808 | 1.6    | 2.0 | .7     | .0   | 8.8  | 6.8  |
| المسيرة |                          | 10  | 0   | 22.5  | .338    | .333   | .808 | 1.6    | 2.0 | .7     | .0   | 8.8  | 6.8  |

## روابط خارجية
- كليمن بربليتش على موقع الاتحاد الدولي لكرة السلة (الإنجليزية)
- كليمن بربليتش على موقع الدوري الأوروبي لكرة السلة (الإنجليزية)
- كليمن بربليتش على موقع الدوري الإسباني لكرة السلة (الإسبانية)
- كليمن بربليتش على موقع كرة السلة الأوروبية.كوم (الإنجليزية)
- كليمن بربليتش على موقع DraftExpress.com (الإنجليزية)
- كليمن بربليتش على موقع ريلجم (الإنجليزية)
- كليمن بربليتش على موقع بروبوليرز (الإنجليزية)
- كليمن بربليتش على موقع سبورتس رفرنس (الإنجليزية)
- كليمن بربليتش على موقع أوليمبيديا (الإنجليزية)